# Royal Garden Blues

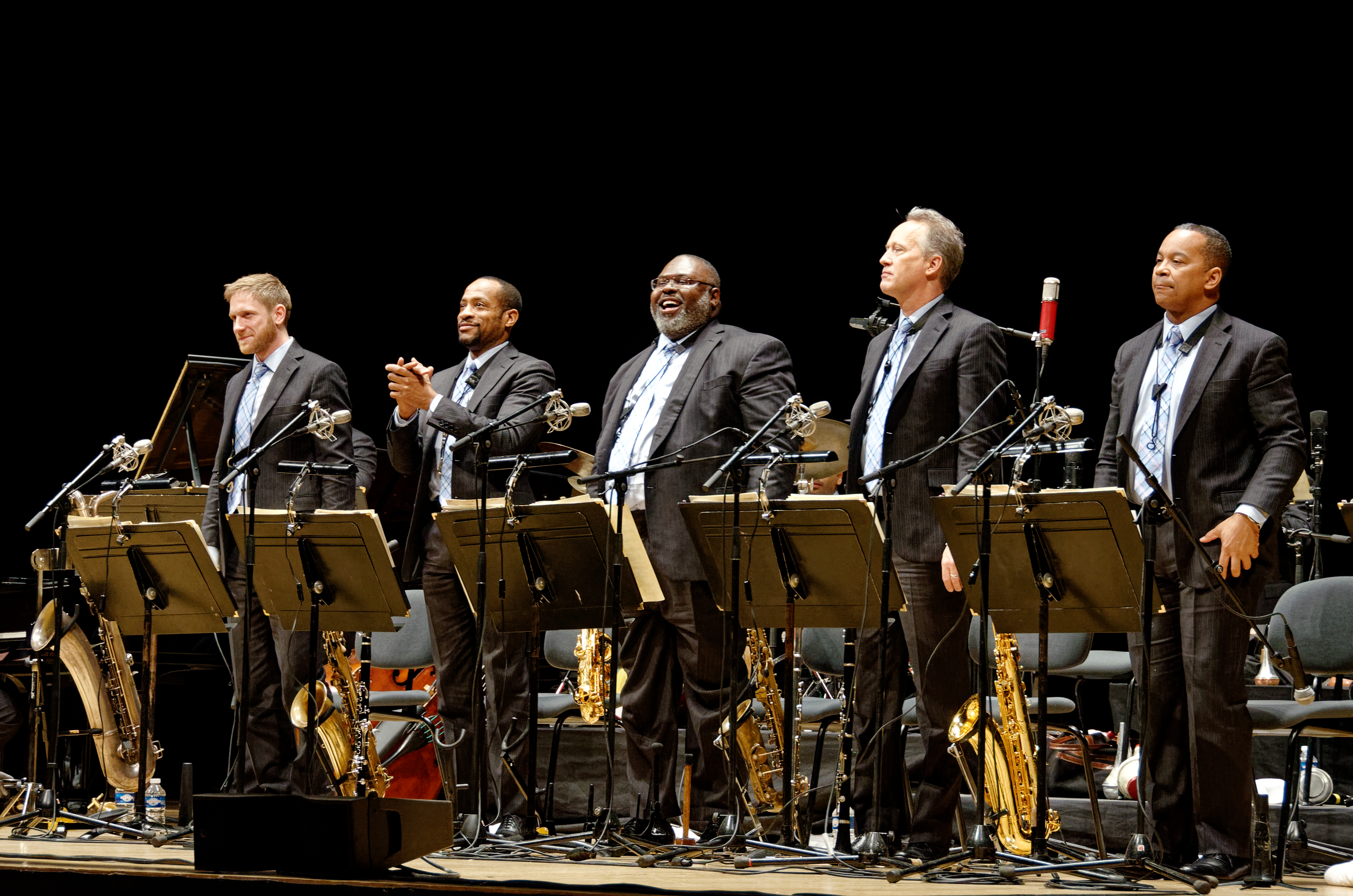
Lincoln Center Orchestra

A Royal Garden Blues Clarence Williams és Spencer Williams által 1919-ben írt szerzemény. A dal az Original Dixieland Jass Band által népszerűsített maradandó, a legtöbb zenész által szívesen játszott, népszerű darab, egy igazi dzsessz-sztenderd.
Az amúgy csak névrokon Clarence Williams és Spencer Williams két másik dal megírásában is együttműködött, ezek az „I Ain’t Gonna Give Nobody None o’ This Jelly Roll” és a „Yama Yama Blues”.

## Híres felvételek
- Duke Ellington
- Jazz at Lincoln Center Orchestra(wd)
- Johnny Hodges
- Branford Marsalis
- Count Basie
- Count Basie & Oscar Peterson
- Louis Armstrong[1]
- Sidney Bechet
- Bix Beiderbecke
- Benny Goodman
- Pee Wee Hunt
- Zbigniew Namysłowski